# Birthday (The Beatles)
Birthday è un brano musicale dei Beatles contenuto nell'album The Beatles (meglio noto come White Album o Doppio Bianco).

## Il brano

### Origine e storia
L'autore è principalmente Paul McCartney che scrisse il pezzo con la collaborazione di John Lennon per la stesura di alcune parti. Il brano è una delle sporadiche incursioni dei Beatles nell'ambito dell'hard rock, o comunque un tentativo di "appesantire" il loro suono discostandosi dal loro abituale beat e rock and roll melodico. Come riferito dal suo autore, la canzone era un tentativo di scrivere uno standard per sostituire alla tradizionale Happy Birthday to You, un pezzo rock, così da ottenere un nuovo modo di dire "buon compleanno" alla gente che ama il rock and roll.

### Registrazione
La canzone possiede il carattere della spontaneità poiché fu scritta e registrata da McCartney con gli altri Beatles, Yōko Ono, Pattie Harrison e Mal Evans (che dettero una mano con i cori), in un solo giorno, il 18 settembre 1968. Durante una pausa della session il gruppo fece un salto a casa di Paul, vicino agli studi, per guardare in TV il film The Girl Can't Help It del 1956, uno dei grandi classici cinematografici del rock'n'roll, interpretato dagli idoli della loro adolescenza (da Fats Domino e Gene Vincent a Little Richard), il che probabilmente influì sulla realizzazione del brano al rientro nello studio di registrazione.

### Composizione
In una intervista nel numero di ottobre 2008 della rivista musicale britannica Mojo, McCartney disse a proposito della canzone: «Birthday è 50% me e 50% John.»
La canzone è l'unica traccia di The Beatles nella quale Lennon e McCartney si spartiscono la linea vocale principale del brano, cantandola entrambi.

## Formazione
- Paul McCartney: voce, chitarra,  pianoforte
- John Lennon: voce, cori, chitarra solista
- George Harrison: basso
- Ringo Starr: batteria, tamburino
- Yoko Ono: cori
- Pattie Boyd: cori